# دنیا در جنگ
دنیا در جنگ (انگلیسی: The World at War) مجموعه فیلم مستندی ۲۶ قسمتی از تلویزیون بریتانیا است که به شرح وقایع جنگ جهانی دوم می‌پردازد. در زمان پایانِ ساخت این مجموعه در سال ۱۹۷۳، این مجموعه با هزینه‌ای بالغ بر ۹۰۰٬۰۰۰ پوند (معادل ۱۱٬۰۰۰٬۰۰۰ پوند در سال ۲۰۱۹)، پرهزینه‌ترین مجموعه ساخته‌شده تا آن تاریخ بوده‌است. جرمی آیزاکس تهیه‌کننده، لارنس الیویه روایتگر، و موسیقی آن ساختهٔ کارل دیویس است. کتاب دنیا در جنگ، نوشتهٔ «مارک آرنولد-فارستر»، همراه با نمایش مجموعه و در همان سال منتشر شد. دنیا در جنگ با استقبال گسترده‌ای روبه‌رو شد و اکنون نقطهٔ عطفی در تاریخ تلویزیون بریتانیا به‌شمار می‌آید. یکی از جنبه‌های این مجموعه تمرکز بر تجربهٔ جنگ، مرگ و زندگی از نگاه انسان‌های درگیر در آن است: سربازان، دریانوردان، خلبانان، شهروندان، زندانیان اردوگاه کار اجباری و سایر قربانیان جنگ.

## مرور
در این مجموعه با افراد مختلف در میان متفقین و نیروهای محور مصاحبه شده‌است: مارک دبلیو. کلارک، کارل دونیتس، جیمی دولیتل، لورنس دورل، آنتونی ایدن، میتسوئو فوچیدا، آدولف گالاند، مینورو گندا، آورل هریمن، الجر هیس، برین هورروکز، تراودل یونگه، کرتیس له‌می، ویرا لین، هاسو فن مانتویفل، جان جی مک‌کلوی، لوئیس مونتباتن، جی. بی. پریستلی، سابورو ساکای، آلبرت اشپر، جیمز استوارت، چارلز سوئینی، پل تیبتز، والتر وارلیمونت، یوشیکاوا تاکئو و استیون ای. امبروز.
یکی از سخت‌ترین کارها انجام مصاحبه با آجودان هاینریش هیملر (کارل ولف)؛ و نیز مصاحبه با منشی هیتلر بود.

## اپیزودها
این مجموعه ۲۶ قسمت دارد. جرمی آیزاکس از «نوبل فرنکلند» (مدیر موزه سلطنتی جنگ در آن زمان) می‌خواهد که پانزده عملیات اصلیِ جنگ (که حضورشان در مجموعه ضروری‌ست) را فهرست کند، و به هر کدام یک اپیزود را اختصاص می‌دهد. یازده اپیزود باقیمانده به سایر مسائل اختصاص می‌یابند: ظهور رایش سوم، زندگی شهری در بریتانیا و آلمان (پشت جبهه‌ها)، تجربهٔ اشغال هلند و نسل‌کشی.
| شم. | عنوان                                               | تاریخ انتشار اصلی |
| --- | --------------------------------------------------- | ----------------- |
| ۱ | «آلمانیْ جدید (۱۹۳۳–۱۹۳۹)»                           | ۳۱ اکتبر ۱۹۷۳     |
| تولد دوباره آلمان و رشد قدرت حزب ناسیونال سوسیالیست کارگران آلمان منجر به وقوع جنگ شد. مصاحبه‌شوندگان شامل گئورگ کونراد مورگان، هیو گرین، اوالت-هاینریش فن کلایست-اشمنزین، کریستابل بیلنبرگ، زیگموند ولتلینگر و امی بونهوفر. |                                                     |                   |
| ۲ | «جنگ دور (سپتامبر ۱۹۳۹ – مه ۱۹۴۰)»                  | ۷ نوامبر ۱۹۷۳     |
| تهاجم آلمان به لهستان، جنگ زمستان، نبرد رود پلاته ناو آدمیرال گراف اشپی, "جنگ تصنعی" و نبرد نروژ و انتخاب وینستون چرچیل به عنوان نخست‌وزیر بریتانیا. مصاحبه‌شوندگان شامل Lord Boothby, رب باتلر، برنارد کوپس، Lucy Faithfull, Lord Chandos, آدمیرال چارلز وودهاوس، Sir Martin Lindsay و John "Jock" Colville. |                                                     |                   |
| ۳ | «سقوط فرانسه (مه–ژوئن ۱۹۴۰)»                        | ۱۴ نوامبر ۱۹۷۳    |
| سیاست فرانسه، خط ماژینو، نبرد زار، بلیتس‌کریگ آتش‌جنگ و نبرد فرانسه و کشورهای سفلی. مصاحبه‌شوندگان شامل ژنرال هاسو فن مانتویفل، ژنرال وré Beaufre, لورنس دورل، ژنرال Siegfried Westphal, Gordon Waterfield, ژنرال والتر وارلیمونت، و ژنرال ارشد Edward Spears. |                                                     |                   |
| ۴ | «تنها (مه ۱۹۴۰ – مه ۱۹۴۱)»                          | ۲۱ نوامبر ۱۹۷۳    |
| نبرد بریتانیا، عقب‌نشینی در یونان، کرت و طبرق، و زندگی در بریتانیا بین تخلیه دانکرک و عملیات بارباروسا. مصاحبه‌شوندگان شامل آنتونی ایدن، جی. بی. پریستلی، Sir Max Aitken, ستوان ژنرال آدولف گالاند، John "Jock" Colville, Robert Wright, Ray Holmes و گروهی از بازماندگان بلیتس. |                                                     |                   |
| ۵ | «بارباروسا (ژوئن–دسامبر ۱۹۴۱)»                      | ۲۸ نوامبر ۱۹۷۳    |
| آلمان پس از تسلط بر جنوب شرقی اروپا از طریق زور یا دسیسه عملیات بارباروسا, تهاجم گسترده به اتحاد جماهیر شوروی سوسیالیستی را آغاز می‌کند. با وجود چندین پیروزی سریع، تهاجم در نهایت پس از یک شکست متوقف می‌شود نبرد مسکو در زمستان سخت روسیه. مصاحبه‌شوندگان شامل ژنرال والتر وارلیمونت، آلبرت اشپر، Paul Schmidt (interpreter), Grigori Tokaty, آورل هریمن و جان راسل (دیپلمات).                                                                                              |                                                     |                   |
| ۶ | «بانزای!: ژاپن (۱۹۳۱–۱۹۴۲)»                         | ۵ دسامبر ۱۹۷۳     |
| ظهور امپراتوری ژاپن، جنگ دوم چین و ژاپن، درگیری‌های مرزی شوروی و ژاپن، حمله به پرل هاربر و موفقیت‌های اولیه ژاپن در نبرد مالایا و نبرد سنگاپور. مصاحبه‌شوندگان شامل کیدو کوایچی، توشی‌کازو کاسه، مینورو گندا، میتسوئو فوچیدا، ماساتاکه اوکومیا، یوشیکاوا تاکئو، J. G. Smyth و ایچیجی سوگیتا. |                                                     |                   |
| ۷ | «تو راهیم: آمریکا (۱۹۳۹–۱۹۴۲)»                      | ۱۲ دسامبر ۱۹۷۳    |
| مخالفت جناح‌های مختلف آمریکا نسبت به ورود به جنگ، قانون وام و اجاره، او-بوت حملات به کاروان‌های اقیانوس اطلس و واکنش‌های تدریجی آمریکا، بسیج آمریکا پس از پرل هاربر، لشکرکشی فیلیپین (۴۲–۱۹۴۱), حمله دولیتل، نبرد میدوی و لشکرکشی گوادال‌کانال. مصاحبه‌شوندگان شامل آورل هریمن، جورج بال، نورمن کوروین، جان کنت گالبرایت، جان جی مک‌کلوی، Edison Uno, پل ساموئلسون، ایسامو نوگوچی، جیمی دولیتل، Richard Tregaskis, مینورو گندا، میتسوئو فوچیدا، J. Lawton Collins, و ونیوار بوش. |                                                     |                   |
| ۸ | «صحرا: آفریقای شمالی (۱۹۴۰–۱۹۴۳)»                   | ۱۹ دسامبر ۱۹۷۳    |
| نبرد صحرای غربی، با تهاجم ناموفق ایتالیا به مصر و حملات پی در پی و ضد حملات بین آلمان و نیروهای مشترک المنافع و آفریکاکور شکست نهایی در نبرد دوم العلمین. مصاحبه‌شوندگان شامل ژنرال Richard O'Connor, ژنرال ارشد Francis de Guingand, Siegfried Westphal, سپهبد Lord Harding و لورنس دورل. |                                                     |                   |
| ۹ | «استالینگراد (ژوئن ۱۹۴۲ – فوریه ۱۹۴۳)»              | ۲ ژانویه ۱۹۷۴     |
| وضعیت آلمان در اواسط جنگ در جنوب روسیه منجر به نبرد استالینگراد، و فاجعه نهایی آلمان. |                                                     |                   |
| ۱۰ | «گلهٔ گرگ‌ها او-بوت‌ها در آتلانتیک (۱۹۳۹–۱۹۴۴)»        | ۹ ژانویه ۱۹۷۴     |
| جنگ زیردریایی با تأکید بر اقیانوس اطلس توسعه سیستم کاروان و استراتژی زیردریایی آلمانی را دنبال می‌کند. مصاحبه‌شوندگان شامل آدمیرال کارل دونیتس، اتو کرچمر، Captain William Eyton-Jones, افسر Gilbert Roberts, Vice Admiral Peter Gretton, Air Vice Marshal Wilfrid Oulton, Peter-Erich Cremer و Raymond Hart. |                                                     |                   |
| ۱۱ | «ستارهٔ سرخ: اتحاد جماهیر شوروی (۱۹۴۱–۱۹۴۳)»         | ۱۶ ژانویه ۱۹۷۴    |
| ظهور ارتش سرخ، بسیج تولید شوروی، محاصره لنینگراد، پارتیزان‌های شوروی و نبرد کورسک. مصاحبه‌شوندگان شامل ژنرال Ivan Lyudnikov و Ivan Chistyakov. |                                                     |                   |
| ۱۲ | «گردباد: بمباران آلمان (سپتامبر ۱۹۳۹ – آوریل ۱۹۴۴)» | ۲۳ ژانویه ۱۹۷۴    |
| توسعه بریتانیا و آمریکا بمباران راهبردی در جریان جنگ جهانی دوم در هر دو موفقیت و عقب‌گرد. مصاحبه‌شوندگان شامل Marshal of the Royal Air Force Sir Arthur Harris, آلبرت اشپر، سرتیپ-ژنرال جیمز استوارت، Hamish Mahaddie, William Reid, ژنرال Leon W. Johnson, ژنرال کرتیس له‌می، Wilhelm Herget, Werner Schröer, ستوان ژنرال آدولف گالاند و ژنرال Ira C. Eaker. |                                                     |                   |
| ۱۳ | «شکمبهٔ چروکِ سفت: ایتالیا (نوامبر ۱۹۴۲ – ژوئن ۱۹۴۴)» | ۳۰ ژانویه ۱۹۷۴    |
| بر سختی‌ها تأکید می‌کند نبرد ایتالیا (جنگ جهانی دوم) آغاز با عملیات مشعل در شمال آفریقا، تهاجم متفقین به سیسیل; حمله متفقین به ایتالیا، نبرد آنزیو، نبرد مونته کاسینو; و اشغال رم. مصاحبه‌شوندگان شامل ژنرال Kenneth Strong, ژنرال مارک دبلیو. کلارک، Field Marshal Lord Harding, Bill Mauldin, Wynford Vaughan-Thomas و Siegfried Westphal. |                                                     |                   |
| ۱۴ | «فردا یک روز دوست داشتنی است: برمه (۱۹۴۲–۱۹۴۴)»     | ۶ فوریه ۱۹۷۴      |
| جنگ جنگل در نبرد برمه و هند در جنگ جهانی دوم- آنچه که "در مقیاس نداشت، با وحشیگری ساخته شد". مصاحبه‌شوندگان شامل Mike Calvert, Sir John Smyth و ویرا لین (عنوان قسمت نام یکی از آهنگ‌های اوست), و لوئیس مونتباتن. |                                                     |                   |
| ۱۵ | «آتش‌سوزی در خانه: بریتانیا (۱۹۴۰–۱۹۴۴)»             | ۱۳ فوریه ۱۹۷۴     |
| زندگی و سیاست در بریتانیا از پس از نبرد بریتانیا تا اول وی-۱ نبردها. مصاحبه‌شوندگان شامل رب باتلر، Lord Shinwell, Lord Chوos, Tom Driberg, آنتونی ایدن، Michael Foot, Cecil Harmsworth King و جی. بی. پریستلی. |                                                     |                   |
| ۱۶ | «درون رایش: آلمان (۱۹۴۰–۱۹۴۴)»                      | ۲۰ فوریه ۱۹۷۴     |
| جامعه آلمان چگونه با تغییر سرنوشت جنگ تغییر می‌کند. سانسور و سرگرمی‌های مردمی، دگرگونی صنعت آلمان، استخدام زنان و خارجی‌ها کارگران، بمباران متفقین، مخالفت آلمان - از جمله کودتای ۲۰ ژوئیه، و بسیج فولکشتورم در پایان جنگ. مصاحبه‌شوندگان شامل کریستابل بیلنبرگ، Friedrich Luft, آلبرت اشپر، Emmi Bonhoeffer, Otto John, تراودل یونگه، Richard Schulze-Kossens و اتو ارنست رمر.                                                                                                |                                                     |                   |
| ۱۷ | «صبح (ژوئن–اوت ۱۹۴۴)»                               | ۲۷ فوریه ۱۹۷۴     |
| توسعه و اجرای عملیات اورلرد شروع با دیپ راید، به دنبال آن شکست متفقین و نبردها در نبرد ویلرز-بوکاژ و نبرد فالایز. مصاحبه‌شوندگان شامل Goronwy Rees, لوئیس مونتباتن، Kay Summersby, James Martin Stagg و ژنرال ارشد J. Lawton Collins. |                                                     |                   |
| ۱۸ | «اشغال: هلند (۱۹۴۰–۱۹۴۴)»                           | ۱۳ مارس ۱۹۷۴      |
| زندگی در تاریخ نظامی هلند در طول جنگ جهانی دوم تحت اشغال آلمان، زمانی که شهروندان مقاومت، همکاری یا منفعل ماندن را انتخاب کردند. مصاحبه‌شوندگان شامل Louis de Jong (که به عنوان مشاور این قسمت نیز خدمت کرد) و پرنس برنهارد هلند. |                                                     |                   |
| ۱۹ | «انبر (اوت ۱۹۴۴ – مارس ۱۹۴۵)»                       | ۲۰ مارس ۱۹۷۴      |
| عملیات دراگون، آزادسازی پاریس، شکست متفقین در فرانسه و شکست عملیات مارکت گاردن، قیام ورشو، نبرد آردن و عملیات پلوندر راین (رود). در شرق کودتای ۱۹۴۴ رومانی و پیشروی شوروی از طریق اوکراین به پروس شرقی. مصاحبه‌شوندگان شامل ستوان ژنرال برین هورروکز، Wynford Vaughan Thomas, ژنرال هاسو فن مانتویفل، ژنرال ارشد Francis de Guingو، آورل هریمن و ژنرال ارشد J. Lawton Collins.                                                                                              |                                                     |                   |
| ۲۰ | «قتل‌عام (۱۹۴۱–۱۹۴۵)»                                | ۲۷ مارس ۱۹۷۴      |
| با تأسیس اس‌اس آغاز می‌شود و توسعه نظریه نژادی نازی‌ها را دنبال می‌کند. با اجرای راه حل نهایی به پایان می‌رسد. مصاحبه‌شوندگان شامل کارل ولف، Wilhelm Höttl, Rudolf Vrba, پریمو لوی، Richard Böck, آنتونی ایدن و Rivka Yosilevska. |                                                     |                   |
| ۲۱ | «نمسیس: آلمان (فوریه–مه ۱۹۴۵)»                      | ۳ آوریل ۱۹۷۴      |
| تهاجم نهایی هر دو غرب و متحدان شرقی به آلمان، بمباران درسدن، و وقایع در فورربونکر در طی نبرد برلین. مصاحبه‌شوندگان شامل آلبرت اشپر، تراودل یونگه، Elena Rzhevskaya, هاینتس لینگه و سرگرد آنا نیکولینا از ارتش شوروی. |                                                     |                   |
| ۲۲ | «ژاپن (۱۹۴۱–۱۹۴۵)»                                  | ۱۰ آوریل ۱۹۷۴     |
| جامعه ژاپن و فرهنگ در زمان جنگ، و چگونگی تغییر زندگی در کشور، آگاهی تدریجی از شکست‌های فزاینده فاجعه‌بار از جمله حمله دولیتل، شکست در نبرد میدوی، عملیات انتقام، نبرد سایپن، نبرد اوکیناوا و بی‌امان حملات هوایی به ژاپن. مصاحبه‌شوندگان شامل توشی‌کازو کاسه و هوشینو نائوکی. |                                                     |                   |
| ۲۳ | «اقیانوس آرام (فوریه ۱۹۴۲ – ژوئیه ۱۹۴۵)»            | ۱۷ آوریل ۱۹۷۴     |
| نبردهای خونین فزاینده و متوالی بر روی جزایر کوچک در منطقه گسترده اقیانوس آرام، که به سمت قلب ژاپنی‌ها هدف گرفته شده‌است. به دنبال بمباران داروین، ژاپنی‌های بیش از حد گسترش پیدا کردند به تدریج به سرزمین خود برگشت می‌کنند، در لشکرکشی مسیر کوکودا، نبرد تاراوا، نبرد پلیلیو، لشکرکشی فیلیپین (۴۵–۱۹۴۲), نبرد ایوو جیما و سرانجام نبرد اوکیناوا. |                                                     |                   |
| ۲۴ | «بمب (فوریه–سپتامبر ۱۹۴۵)»                          | ۲۴ آوریل ۱۹۷۴     |
| پروژه منهتن، برتری رئیس‌جمهور هری ترومن، انشعابات در حال ظهور در متفقین با ژوزف استالین، بمباران اتمی هیروشیما و ناگاساکی و تهاجم نظامی شوروی به منچوری، در نهایت منجر به تسلیم ژاپن. مصاحبه‌شوندگان شامل توشی‌کازو کاسه، کوداما یوشیئو، کیدو کوایچی، ژنرال ارشد چارلز سوئینی، سرتیپ ژنرال پل تیبتز، الجر هیس، آورل هریمن، آنتونی ایدن، McGeorge Bundy, جان جی مک‌کلوی، ژنرال کرتیس له‌می، Hisatsune Sakomizu و Kiyoshi Tanimoto.                                               |                                                     |                   |
| ۲۵ | «احتمال (آوریل ۱۹۴۵)»                               | ۱ مه ۱۹۷۴         |
| وضعیت اروپای پس از جنگ از جمله کشورهای متفقین آلمان تحت اشغال متفقین، رفع بسیج عمومی، دادگاه نورنبرگ و پیدایش جنگ سرد. اپیزود با جمع‌بندی‌هایی در مورد هزینه‌های نهایی و پیامدهای جنگ خاتمه می‌یابد. مصاحبه‌شوندگان شامل Charles Bohlen, استیون ای. امبروز، آنتونی ایدن، لوئیس مونتباتن، Hartley Shawcross, و الجر هیس. |                                                     |                   |
| ۲۶ | «یادآوری»                                           | ۸ مه ۱۹۷۴         |
| شاهدان، جنگ را چگونه تجربه کردند و به یاد می‌آورند - تجربه‌های خوب و بد. |                                                     |                   |